# Episodi di Bull (sesta stagione)
La sesta e ultima stagione della serie televisiva Bull, composta da 22 episodi, è stata trasmessa in prima visione negli Stati Uniti d'America sul canale CBS dal 7 ottobre 2021 al 26 maggio 2022.
In Italia la stagione è stata trasmessa in prima visione assoluta su Rai 2 dal 7 agosto all'11 dicembre 2022.
| nº | Titolo originale      | Titolo italiano                  | Prima TV USA     | Prima TV Italia   |
| -- | --------------------- | -------------------------------- | ---------------- | ----------------- |
| 1  | Gone                  | Scomparsa                        | 7 ottobre 2021   | 7 agosto 2022     |
| 2  | Espionage             | Spionaggio                       | 14 ottobre 2021  | 14 agosto 2022    |
| 3  | Bull Undone           | Quando i ragazzi ricchi uccidono | 21 ottobre 2021  | 28 agosto 2022    |
| 4  | Uneasy Lies The Crown | Il peso della corona             | 28 ottobre 2021  | 4 settembre 2022  |
| 5  | King Bull             | Re Bull                          | 4 novembre 2021  | 11 settembre 2022 |
| 6  | Better Angels         | L'angelo custode                 | 11 novembre 2021 | 11 settembre 2022 |
| 7  | Confidence Man        | Uomo di fiducia                  | 2 dicembre 2021  | 18 settembre 2022 |
| 8  | Snowed In             | La nevicata                      | 9 dicembre 2021  | 2 ottobre 2022    |
| 9  | False Positive        | Algoritmi                        | 6 gennaio 2022   | 5 ottobre 2022    |
| 10 | Frontotemporal        | Inchiostro rosso sangue          | 13 gennaio 2022  | 9 ottobre 2022    |
| 11 | Family Matters        | Questioni di famiglia            | 20 gennaio 2022  | 12 ottobre 2022   |
| 12 | Caliban               | La famiglia è la famiglia        | 24 febbraio 2022 | 16 ottobre 2022   |
| 13 | The Hard Right        | La strada più difficile          | 3 marzo 2022     | 23 ottobre 2022   |
| 14 | Safe Space            | Agorafobia                       | 10 marzo 2022    | 30 ottobre 2022   |
| 15 | With These Hands      | L'angelo della morte             | 31 marzo 2022    | 6 novembre 2022   |
| 16 | The Diana Affair      | Conflitti di coppia              | 7 aprile 2022    | 20 novembre 2022  |
| 17 | Dark Horse            | Amore per gli animali            | 14 aprile 2022   | 20 novembre 2022  |
| 18 | The Other Shoe        | Il migliore                      | 21 aprile 2022   | 27 novembre 2022  |
| 19 | Opening Up            | Aperture                         | 28 aprile 2022   | 27 novembre 2022  |
| 20 | The Envelope, Please  | La busta                         | 12 maggio 2022   | 4 dicembre 2022   |
| 21 | Silent Killer         | Un conto da saldare              | 19 maggio 2022   | 4 dicembre 2022   |
| 22 | Goodbye               | Addio                            | 26 maggio 2022   | 11 dicembre 2022  |

## Scomparsa
- Titolo originale: Gone
- Diretto da: Eric Stoltz
- Scritto da: Kathryn Price e Nichole Millard

### Trama
Bull e il team TAC devono fare appello a tutta la loro esperienza collettiva per localizzare la figlia rapita di Bull e il rapitore li avverte di non andare alla polizia. Mentre Bull lavora per costruire il profilo psicologico più importante della sua vita, inizia a sospettare che il rapitore sia qualcuno collegato al suo passato.
- Guest star: Nora Noto (Astrid), Jenny Bacon (Sheryl Werth), Mark Taudevin (Tristen Werth), Lilla Crawford (Tiffany), Sam Breslin Wright (Gavin), Bianca Horn (giudice specchio #5), Danny Plaza (proprietario Bodega), Karan Choudhary (dirigente di banca), Charles Everett (detective Stallard).
- Ascolti USA: 4 180 000 telespettatori[3]
- Ascolti Italia: telespettatori 842 000 – share 6,60%[4]

## Spionaggio
- Titolo originale: Espionage
- Diretto da: Michael Weatherly
- Scritto da: Tom Szentgyorgyi

### Trama
Il team della TAC difende Jerry McDonnell, accusato di spionaggio dopo che la sua ragazza, rivelatasi essere un agente dell'FBI sotto copertura, ha trovato prove che il ragazzo ha fatto trapelare dettagli sul movimento di materiali nucleari in una base militare nella sua ex città natale del Kentucky. Bull vuole che McDonnell confessi mentre spiega come migliaia di persone si ammalerebbero a causa di perdite radioattive nella struttura, ma l'uomo è chiaramente fuori gioco a causa del recente rapimento di Astrid. Il caso ha una svolta quando Taylor trova le prove che l'assistente al procuratore federale Carto ha effettuato intercettazioni illegali in casi precedenti, e lo ingannano facendogli intercettare la TAC.
- Guest star: Matt Dellapina (Erik Rentzel), Ollie Robinson (Mauricio Rentzel), A.J. Shively (Jerry McConnell), Daniel Cosgrove (Assistente Procuratore degli Stati Uniti Carto), Stephanie Ittleson (giudice Rogers), Sasha Diamond (Kelsey/agente Steadman), R.J. Foster (agente FBI Bowen), Jamie Ragusa (Clara), Diany Rodriguez (Ada O'Neill), R.J. Vaillancourt (giurato #1), Tanya Everett (giurato #2), Cassandra Cruz (giurato #3), John Marcionetti (giurato #4), Brandi Nicole Wilson (giurato #14/Bonnie).
- Ascolti USA: 3 830 000 telespettatori[5]
- Ascolti Italia: telespettatori 762 000 – share 6,30%[6]

## Quando i ragazzi ricchi uccidono
- Titolo originale: Bull Undone
- Diretto da: John Aronson
- Scritto da: Allison Intrieri

### Trama
Una docu-serie intitolata Quando i ragazzi ricchi uccidono trova nuove prove a carico di Jackson Martin, il nuovo cliente di Bull accusato di aver ucciso la sua ragazza 22 anni prima ai tempi del college. Il processo si rivela subito difficile perché tutti hanno visto la docu-serie, facendosi già l'idea della colpevolezza dell'imputato, e dal fatto che Jason è ancora traumatizzato dal rapimento di Astrid. Durante le indagini si scoprirà che è stato il fratello minore di Jackson a uccidere involontariamente durante un litigio la ragazza del fratello e che ha occultato il cadavere con l'aiuto del padre.
Izzy riceve un'offerta allettante come CEO per un'importante azienda di cosmetici, ma rifiuta perché non si sente ancora pronta a lasciare Astrid per un lavoro che la farà viaggiare molto.
- Guest star: Ryan Cooper (Jackson Martin), Jeff Adler (Billy Martin), Yasha Jackson (Vanessa Voss), Lana Young (assistente al procuratore distrettuale Weiss), Rosalyn Coleman (giudice Leconnell), Rebecca Nelson (Maryanne Norris), Samantha Arthur (Sarah Norris), Fulvio Cecere (detective Paz), Gabe Doran (Reed Johnson), Alexander Mulzac (Wheat), Ali Bill (giornalista #1), Morgan McGhee (Server), Maggie Lakis (donna), John Austin Wiggins (giurato #3), Veracity Butcher (giurato #9/Cecilia Williams), Daniel Siani (Billy da giovane), Kristen Murphy (Sarah), Bryce Biederman (figura oscura), Dean Neistat (Big Dude).
- Ascolti USA: 3 810 000 telespettatori[7]
- Ascolti Italia: telespettatori 539 000 – share 3,80%[8]

## Il peso della corona
- Titolo originale: Uneasy Lies The Crown
- Diretto da: Dan Lerner
- Scritto da: Steven Paul Martinez

### Trama
La TAC si occupa di una class action contro una ditta che produce sigarette elettroniche: sono accusati di aver prodotto vaporizzatori difettosi che, soggetti a surriscaldamento, esplodono provocando danni al volto e addirittura la morte di una consumatrice. Il caso sta portando sul lastrico la TAC e dell'economia dello studio si sta occupando Marissa, che è molto preoccupata, al contrario di Jason. Alcuni clienti vogliono tirarsi fuori e giungere a un patteggiamento, mentre la ditta si difende dicendo che i malfunzionamenti sono stati dati dall'uso di caricatori non originali, pratica sconsigliata dalle istruzioni. Tutto precipita quando un giurato viene investito e sostituito nella giuria da un elemento sfavorevole alla causa della TAC. Nonostante questo, la TAC vince la causa e ai suoi clienti vengono riconosciuti 145 milioni di dollari di risarcimento. La festa però dura poco: Bull viene arrestato perché è stato visto fuori dalla casa di un giurato la sera prima del verdetto; inoltre questo giurato afferma che Bull lo ha comprato.
- Guest star: Julie Dretzin (Carole Atkins), Danny Garcia (Patrick Echols), Janira Reyes (Tess), Nesha Ward (Rebecca Healy), Teddy Cañez (giudice Hopkins), Pearl Rhein (Dott. Dettmer), Kimberli Flores (Sophia Echols), Michael Puzzo (Dennis Labrie), J. Tucker Smith (allenatore Randall Hughes), Candyce Adkins (guardone #1), Ian Campbell Dunn (agente FBI #1), Robert Peterpaul (Tecnico).
- Ascolti USA: 4 320 000 telespettatori[9]
- Ascolti Italia: telespettatori 470 000 – share 3,10%[10]

## Re Bull
- Titolo originale: King Bull
- Diretto da: Jackeline Tejada
- Scritto da: Blair Singer

### Trama
Dopo essere stato arrestato con l'accusa di aver corrotto una giuria, accusa che Jason nega, Bull è in tribunale per la sua udienza su cauzione quando incontra Lee Donaldson, CEO della catena di successo 20-Minute Oil & Lube. Donaldson è stato recentemente arrestato per aver ballato nudo in una fontana pubblica, ed è ora accusato da due delle sue figlie, che sono dirigenti della sua azienda, di essere mentalmente inadatto a gestire l'attività. La figlia più giovane di Donaldson è un avvocato che Chunk conosce, e la TAC prende in carico il caso di Donaldson. Tuttavia, a Bull viene chiesto di fare un passo indietro, poiché la difesa ritiene che la sua attuale accusa di corruzione potrebbe influenzare sfavorevolmente la giuria. Nel frattempo, Bull sconvolge Chunk dicendo che non lo vuole come avvocato in sua difesa perché lui era l'avvocato nella class action che l'ha fatto finire in tribunale: ingaggerà una donna avvocato con cui si era scontrato in passato. La TAC riuscirà anche a far assolvere Donaldson: l'uomo confesserà che il suo comportamento eccentrico aveva lo scopo di far svalutare la milionaria azienda, poiché si era reso conto che le sue due figlie più grandi erano diventate avide e spietate.
- Guest star: Matt Dellapina (Erik Rentzel), Sharon Washington (Olivia Powell), Frankie. R. Faizon (Lee Donaldson), Jordan Boatman (Kira Donaldson), Gillian Glasco (Gemma Donaldson), Ebony Blake (Ruby Donaldson), Noel Dinneen (Don), Jason Babinsky (Jeff), Pippa Pearthree (giudice Stern), Joe Maruzzo (Kitt Corso), Conan McCarty (Porter Barnes), Lainie Ventura (Donna), J.B. Chen (Ben), Dominick LaRuffa, Jr. (Paul), Veraalba Santa (Anne), Julian Remulla (Ted), Alex Purcell (pubblico ministero), Jordan Sartor-Francis (cameriere).
- Ascolti USA: 4 540 000 telespettatori[11]
- Ascolti Italia: telespettatori 478 000 – share 3,00%[12]

## L'angelo custode
- Titolo originale: Better Angels
- Diretto da: Dennis Smith
- Scritto da: Gia Gordon

### Trama
Bull sconvolge la sua squadra prendendo il caso di Maggie, un'ostetrica accusata di praticare illegalmente la professione nella comunità mennonita di New York senza licenza, con solo due giorni per prepararsi. Maggie è una donna volitiva e molto diretta, con un'abilitazione alla professione in quasi tutti gli Stati, tranne quello in cui esercita, e le simulazioni del processo predicono che la donna alla giuria non piacerà. Inoltre i mennoniti di cui si occupava rifiutano di recarsi a New York perché sono una società molto appartata. Nel frattempo, l'avvocato difensore di Bull, Olivia Powell, inizia a interrogare i dipendenti della TAC in merito alla loro opinione riguardo alle accuse di manomissione della giuria di Bull. Marissa si fa scappare con Olivia che Taylor aveva dei dubbi sull'innocenza di Bull e Taylor se la prende molto. Olivia in seguito dice a Bull che è convinta che sia innocente, credendo alla sua affermazione che è andato a curiosare tra la spazzatura del giurato, ma che non gli ha mai parlato, né l'ha corrotto. Tuttavia, Olivia dice che hanno una strada tutta in salita, poiché è evidente che qualcuno ha fatto di tutto per rovinare sia Bull che la sua compagnia.
- Guest star: Matt Dellapina (Erik Rentzel), Sharon Washington (Olivia Powell), Betsy Aidam (Margaret "Maggie" Haldane), Jamie Rezanour (Procuratore distrettuale Cecily Stowe), Dale Duko (sceriffo Putney), Caroline Overby (Delilah), Ellie Baker (Neleah), Jason Simon (John), Cheryl Pickett (deputato), Oryan Landa (Brian).
- Ascolti USA: 4 100 000 telespettatori[13]
- Ascolti Italia: telespettatori 689 000 – share 4,70%[12]

## Uomo di fiducia
- Titolo originale: Confidence Man
- Diretto da: Geary McLeod
- Scritto da: Jenny Raftery

### Trama
Alla TAC stanno facendo simulazioni per la giuria che dovrà affrontare Bull nel suo processo di corruzione, e non vanno bene. Taylor sostiene che l'unico modo per scagionare il loro capo è trovare chi ha pagato il giurato, Hughes; tutto si complica quando la procura svela che il pagamento del giurato è regolarmente partito dal conto di Izzy, la moglie di Jason e vuole chiamarla sul banco a deporre, ma il procuratore poi cambia idea e vuole metterla sotto processo. Bull incrocia per caso Hughes nei bagni del tribunale e dalla cinesica dell'uomo capisce che sta mentendo e che se ne vergogna. Alla TAC sono tutti convinti che dietro alla corruzione ci sia la ditta di sigarette elettroniche che deve il maxi risarcimento; scoprono che Hughes ha accettato di presentare falsa testimonianza in cambio di un rene per il figlio malato, che si trovava in fondo alla lista dei trapianti, ma che il corruttore non è l'azienda bensì il loro avvocato, che non poteva permettersi di perdere una causa così importante. Bull viene finalmente prosciolto da tutte le accuse.
- Guest star: Sharon Washington (Olivia Powell), Patrick Breen (Assistente Procuratore degli Stati Uniti Reilly), Julie Dretzin (Carole Atkins), J. Tucker Smith (allenatore Randall Hughes), Jade Wu (giudice Bergen), Amy Lopatin (Insegnante di scuola materna), Frank Failla (postino in pensione), Josh Jeffers (I-Banker), Kedren Spencer (agente Swerdlow), J.D. Martin (agente F.B.I. #1), Caitlin Kerchner (giurato #2), Alexandria Benford (giurato #4), Charley Tucker (giurato #5), Daniel George Danielson (giurato #7).
- Ascolti USA: 4 130 000 telespettatori[14]
- Ascolti Italia: telespettatori 447 000 – share 2,80%[15]

## La nevicata
- Titolo originale: Snowed In
- Diretto da: Dennis Smith
- Scritto da: Zyanya Salazar

### Trama
Mancano pochi giorni a Natale. Clara, una giovane assistente di un'agenzia sportiva, è accusata di omicidio colposo dopo aver fornito cocaina alla sua cliente, Dasha, una stella del tennis, che successivamente è morta. Il caso vede Chunk contro un presuntuoso vecchio conoscente, Robert Jones, suo ex collega dei tempi della facoltà di giurisprudenza. La linea di difesa consiste nel dimostrare che Clara è stata costretta dal suo capo, un famosissimo e spietato procuratore sportivo, a fornire la droga, pena il licenziamento. Bull spera di ottenere una giuria colma di "spirito natalizio" pochi giorni prima delle vacanze, ma una tempesta di neve costringe tutti a lavorare fino alla vigilia di Natale. Clara viene condannata solo per possesso di droga e non per omicidio. A processo concluso, per le feste natalizie Chunk viene invitato da Robert, Danny va ad Aruba, Marissa e Taylor trascorrono il Natale insieme e Bull trascorre il Natale con la sua famiglia.
- Guest star: Sinclair Daniel (Clara Williams), Erich Bergen (assistente al procuratore distrettuale Robert Jones), Jo Armeniox (Jade Kiernan), Alton Fitzgerald White (giudice Tahani), C.L. Simpson (pastore Reynolds), Ariel Shafir (Lance Thomas), Melanie Hinkle (Melanie Standish), Chris Blisset (giurato #9/capo giuria), Lou Martini, Jr. (agente).
- Ascolti USA: 3 970 000 telespettatori[16]
- Ascolti Italia: telespettatori 669 000 – share 3,60%[17]

## Algoritmi
- Titolo originale: False Positive
- Diretto da: Eric Stoltz
- Scritto da: Leland Jay Anderson

### Trama
Due poliziotti uccidono un giovane afroamericano perché il software in dotazione alla polizia da un'azienda esterna ha incrociato male dei dati fisici, fornendo una segnalazione errata. Bull aiuta Vernice, la madre del ragazzo ucciso, a citare in giudizio gli sviluppatori del programma, anche se perderanno la causa perché la giuria rimane convinta che in ultima analisi l'errore sia stato dei due poliziotti, che avrebbero dovuto verificare prima di premere il grilletto. Bull e Marissa si scontrano quando lei prende in considerazione un'offerta di lavoro da un'azienda rivale, che in seguito decide di accettare.
- Guest star: Sam Daly (Bradley Lena), Heather Alicia Simms (Vernice Rice), Melissa Navia (Tidal), Anna Khaja (Vijay Patterson), Johanna Day (giudice Rema Preston), Christian Schulte (Terrell Voight), Jorge Blamo (Corey Rice), Hank Lin (Dott. Todd Gasden), Miguel Cohen (Salvador Johns), Marco Torriani (Ball Cap), Aaron James McKenzie (Black Hoodie), Steve Lichtenstein (Jury Foreman), Jennifer Lee Crowl (impiegata #1).
- Ascolti USA: 4 760 000 telespettatori[18]
- Ascolti Italia: telespettatori 571 000 – share 3,30%[19]

## Inchiostro rosso sangue
- Titolo originale: Frontotemporal
- Diretto da: Carlos Bernard
- Scritto da: Andrew Karlsruher

### Trama
Taylor scopre che il suo ex marito si sta trasferendo alle Hawaii e vuole portare con sé il figlio. Sotto minaccia, l'FBI costringe Taylor ad aiutarli a fermare l'hacker Tidal. Taylor quasi cede alle loro richieste, fino a quando non si accorge che le motivazioni di Tidal sono giuste. Mentre cercano il sostituto di Marissa, Bull e la TAC prendono il caso di una donna che ha ucciso il suo socio in affari di lunga data in un impeto di rabbia; la donna si rivela avere un tumore al cervello che la porta a comportarsi in modo imprevedibile. Mentre la giuria ritiene che non abbia agito intenzionalmente, sembrano comunque orientati verso la detenzione per paura che il tumore la renda una persona socialmente pericolosa; per questo ma anche per un'altra serie di motivi, si sottopone a un intervento chirurgico molto rischioso per non essere più considerata una minaccia e per non perdere l'affidamento della figlia. Bull assume un uomo ben qualificato per sostituire Marissa, ma in seguito va da lei nel suo nuovo ufficio per supplicarla di tornare, ma Marissa rifiuta. Più tardi, Bull e Chunk si incontrano con i rappresentanti dell'FBI per far scagionare Taylor, affermando che non ha fatto nulla di illegale e non ha alcun obbligo di lavorare con i federali. I rappresentanti dell'FBI sembrano accettare la sconfitta, ma menzionano che l'ex marito di Taylor ha assunto un avvocato che conoscono per cercare di ottenere la custodia esclusiva del loro figlio, e la sua associazione con Tidal non giocherà a suo favore.
- Guest star: Matt Dellapina (Erik Rentzel), Sam Daly (Bradley Lena), Melissa Navia (Tidal), Florencia Lozano (Linda Bloom), Elladia Jones (Amy Bloom), Rohan Kymal (Jared Dubow), Richard Masur (Dott. Declan Mittman), Rosie Benton (assistente al procuratore distrettuale Jenna Rabkin), Sasha Eden (Truvy Fritz), Kenneth Tigar (giudice Javonovich), Richard Lounello (Connor Gilliam), Earle Hugens (capo giuria), Hannah Karpenko (dipendente #1), Ayse Eldek (addetto alle pulizie), Gene Gabriel (agente speciale FBI Oscar Delgado), Laura Hetherington (Receptionist), Chris M.J. Lee (dipendente #2), Anne Troupe (agente FBI Alice Chamblee).
- Ascolti USA: 4 680 000 telespettatori[20]
- Ascolti Italia: telespettatori 659 000 – share 3,50%[21]

## Questioni di famiglia
- Titolo originale: Family Matters
- Diretto da: Leslie Libman
- Scritto da: Steven Paul Martinez

### Trama
La squadra si trova in una situazione difficile e senza precedenti quando Bull affronta Marissa e il suo nuovo capo, Bradley Lena, in tribunale. La vita professionale di Taylor rema contro di lei durante la sua battaglia per la custodia per il figlio Mauricio contro l'ex marito Erik. Marissa, durante il caso, si rende conto che il suo nuovo capo e socio è un uomo privo di scrupoli con valori opposti ai suoi: questo la farà tornare a lavorare per Bull. Erik vince la causa per la custodia esclusiva del figlio, facendo precipitare Taylor nella disperazione, ma si recherà dalla ex moglie e le confesserà che ha fatto tutto per ferirla, perché lui a sua volta si era sentito ferito quando Taylor si era rifiutata di riprendere la loro relazione dopo che avevano passato la notte insieme. Per farsi perdonare, non porterà Mauricio con sé alle Hawaii.
- Guest star: Matt Dellapina (Erik Rentzel), Ollie Robinson (Mauricio Rentzel), Sam Daly (Bradley Lena), Mandy Gonzalez (Patricia Arias), Megan Channell (Rachel Ness), Teddy Coluca (Dimitri Gillard), Bill Sage (Thomas Krenell), Ashley D. Kelley (Lisa Nash), Kim Sykes (giudice Foley), Jason Burkey (Steve Davis), David Wohl (giudice Miller), Ethan Herschenfeld (Robert Woods), John Palumbo (Caposquadra), Hannah Karpenko (assistente), Bobby Guarino (giurato #6/capo giuria), Francesca Ferrara (Marshal).
- Ascolti USA: 4 680 000 telespettatori[22]
- Ascolti Italia: telespettatori 587 000 – share 3,70%[23]

## La famiglia è la famiglia
- Titolo originale: Caliban
- Diretto da: Mike Smith
- Scritto da: Tom Szentgyorgyi

### Trama
Il team TAC affronta alcune tematiche della vita personale di Bull quando suo fratello Jacob, dopo 13 anni, arriva inaspettatamente a New York. Tra i due non corre buon sangue e Izzy cerca di porvi rimedio invitandolo a cena. La cena è un disastro, che culmina col tentativo di Jacob di rubare una collana di Izzy; viene fuori che il fratello, contrariamente al volere di Jason, chiese soldi alla sorella Jennifer, sposata a un uomo violento. Quando lei glieli prestò, il marito la picchiò brutalmente e da allora Jason non parla più con Jacob. Inoltre, la TAC rappresenta un investitore finanziario accusato dall'FBI di gestire uno schema Ponzi con suo padre per frodare, ai propri clienti, milioni di dollari. Il padre si suicida, mentre al figlio tocca difendersi dalle accuse. La TAC scopre che il figlio del truffatore era stato messo al corrente dal padre due ore prima dell'arrivo dei federali, il che lo rende agli occhi della giustizia un complice.
- Guest star: Patrick Mulvey (Jacob Bull), Mark Zeisler (giudice Sullivan), Will Rogers (Timothy Darcourt), Gerrard Lobo (Edwin Pearlander), Celeste Oliva (Assistente Procuratore degli Stati Uniti Jaclyn Young), David Lavine (Kenneth Mesry), David Manis (Milton Darcourt), Hakan Tolga Polat (Mitch Devries), Ben Diamond (giurato/capo giuria), Carolyn Holding (Cassidy), Donna Winfield (giurata #17), Jay Aubrey Jones (uomo anziano), Mike Massimino (portiere), Jill Durso (donna).
- Ascolti USA: 4 440 000 telespettatori[24]
- Ascolti Italia: telespettatori 596 000 – share 3,10%[25]

## La strada più difficile
- Titolo originale: The Hard Right
- Diretto da: Martha Mitchell
- Scritto da: Chandus Jackson

### Trama
Bull deve aiutare il colonnello Victor Taggert, suo amico e psichiatra dell'esercito, in un caso che riguarda un sergente accusato di aver ucciso un commilitone. La TAC vorrebbe puntare la difesa sul disturbo da stress post-traumatico, ma il colonnello riceve ordine di non testimoniare a processo: il sergente ha partecipato a missioni coperte dal segreto militare. Tutto si complica quando l'accusa scopre che l'accusato intratteneva una relazione con la moglie dell'ucciso. Chunk, che difende il sergente, deve combattere anche su un altro fronte: sua figlia ha ricevuto l'incarico di seguire il processo per conto del giornale per cui scrive e con un suo scoop mette in difficoltà il padre. Si scoprirà che il defunto non è stato ucciso dal sergente, ma si è ucciso, perché anche lui affetto da disturbo da stress post-traumatico. Il sergente non voleva che la moglie sapesse del suicidio del marito, pertanto non esita ad accusarsi di un omicidio che non ha commesso.
Intanto Marissa accetta di aiutare Henri Fray, suo mercante d'arte e gallerista francese per il quale ha una forte simpatia: l'uomo ha bisogno di assistenza legale per impedire a una casa d'aste di vendere un'opera d'arte che dovrebbe essere rimpatriata.
- Guest star: Lou Diamond Phillips (colonnello Victor Taggert)
- Altri interpreti: Michael Olberholtzer (sergente Carter Bly), K.K. Moggie (assistente al procuratore distrettuale avv. Thomas), Philip Hoffman (giudice Naumann), Evangeline Young (Trish Wells), James Andrew Walsh (Bernard Ratliff), Brian Wolfe (sergente Nathan Wells), Alex Ross (sergente Nathan Wells), Ura Yoana Sanchez (giurata/capo giuria), Zach Chyz (Gate MP), Omar Ghonim (Post MP), John Wu (Range Master), Tyler Hopkins (soldato #1), Darrin D. Hickok (soldato #2).
- Ascolti USA: 4 130 000 telespettatori[26]
- Ascolti Italia: telespettatori 543 000[27]

## Agorafobia
- Titolo originale: Safe Space
- Diretto da: Melissa Kalbfus-Paliocha
- Scritto da: Mat Raney

### Trama
Bull aiuta un suo ex paziente, che aveva in cura quando era un bambino; il ragazzo è agorafobico ed ha trovato le prove dell'assassinio della sua amata zia. Jason lo aiuta a intentare una causa contro il presunto assassino l'ex compagno di lei, ma l'incapacità del cliente di testimoniare di persona non aiuta il decorso del processo. Il ragazzo avrà giustizia proprio perché troverà il coraggio di uscire di casa e testimoniare al processo.
Intanto la nuova relazione di Chunk con Robert Jones incontra qualche problema quando la madre di Chunk fa visita al figlio, poiché lui teme che sua madre non sia aperta alle sue preferenze sessuali ed esita a presentarle Rob. Quando affronterà la madre, scoprirà che la sua non è stata delusione per l'omosessualità del figlio, bensì preoccupazione per il suo futuro sapendo quanto i gay vengano emarginati e maltrattati da molte persone.
- Ascolti USA: 4 180 000 telespettatori[28]
- Ascolti Italia: telespettatori 551 000 – share 3,00%[29]

## L'angelo della morte
- Titolo originale: With These Hands
- Diretto da: Geneva Carr
- Scritto da: Blair Singer

### Trama
Bull assume la difesa della dottoressa Corbett, che gli ha salvato la vita quando ha avuto l'infarto al cuore. Durante la causa per negligenza medica, Bull deve confrontarsi con l'avvocato del chirurgo, molto sicuro di sé e poco disposto ad ascoltare i consigli di Bull, e questo mette a rischio la strategia per il processo. L'infermiera di sala Banks testimonia che la dottoressa ha avuto un tremore durante l'intervento, ma il team di Bull scopre che la donna ha un rancore passato con l'accusata e che non è molto amata dai colleghi, senza contare che ha cambiato molti reparti. Inoltre prima di ogni trasferimento, mentre lei era di turno, è morto sempre un paziente che avrebbe dovuto riprendersi per poi invece avere delle complicazioni. Chunk farà crollare la Banks facendole palesare davanti alla giuria la sua psicosi e la dott.ssa Corbett verrà scagionata.
Intanto Taylor controlla di nascosto Henri Fray, il nuovo amore di Marissa, scoprendo che è sposato e lo dice all'amica: Marissa si infuria con Taylor perché ha ficcanasato, anche se a fin di bene, e affronta Henri. Lui ammette che è sposato, ma solo sulla carta, con una donna malata di sclerosi multipla, in modo che lei possa godere dell'assicurazione sanitaria. L'uomo però si offende perché Marissa ha indagato su di lui e la lascia.
- Guest star: Edward Akrout (Henri Fray), Haviland Morris (Dott.ssa Adrienne Corbett), Peter Jacobson (Bryan Vincent), Natalie Gold (Jill White), Kellie Overbey (infermiera Banks), Rick Zahn (Giudice Carter), Dana de Celis (Lucy Synford), Rajesh Bose (Dott. Warrick), Miche Braden (infermiera Pinsky), Christine Hillary Lee (Kallie), Delphi Harrington (Clea).
- Ascolti USA: 4 080 000 telespettatori[30]
- Ascolti Italia: telespettatori 570 000 – share 3,00%[31]

## Conflitti di coppia
- Titolo originale: The Diana Affair
- Diretto da: Carl Seaton
- Scritto da: Kathryn Price e Nichole Millard

### Trama
Bull accetta la difesa di Diana Lindsay, una sua ex fidanzata, accusata di aver ucciso Greta, la moglie del suo amante, e il caso crea tensione tra Jason e Izzy. La faccenda si complica quando Chunk, incaricato della difesa, scopre che il suo ragazzo Robert ha ricevuto l'incarico dalla procura di occuparsi dell'accusa. Il team della TAC scopre con le sue indagini che Greta soffriva di forti nevrosi e paranoie, arrivando a inscenare situazioni pesanti con donne che riteneva delle rivali: si scoprirà che, pur di creare un senso di colpa nel marito, non ha esitato a pugnalarsi, solo che la ferita si è rivelata mortale. Diana verrà pertanto assolta dall'accusa di omicidio portando Chunk a vincere il caso. L'esito lo porterà a lasciare Robert, che durante il processo non si è comportato in modo trasparente nei confronti della giustizia, nascondendo alcune possibili prove a discarico dell'accusata.
- Guest star: Jill Flint (Diana Lindsay), Erich Bergen (assistente al procuratore distrettuale Robert Jones), Dominic Fumusa (Frederick Page), Gayle Samuels (giudice Leavy), Kalina Venugopal (capo giuria/giurata), Negin Farsad (dottor Birdge), Margot White (Greta Page), Ryan Vincent Anderson (detective Fletcher), Ava Ticotin (Veronica Davis), Rocky Perez (poliziotto), Kimberly Stern (Susan), Jennifer Flanagan (guardia), Kent Shocknek (reporter #1), Chanel Carroll (reporter #2), Lina Sarrello (reporter #3).
- Ascolti USA: 3 910 000 telespettatori[32]
- Ascolti Italia: telespettatori 986 000 – share 4,90% [33]

## Amore per gli animali
- Titolo originale: Dark Horse
- Diretto da: Lou Diamond Phillips
- Scritto da: Cara Hall

### Trama
Izzy assume Bull e la TAC per difendere un fantino accusato di aver appiccato un incendio contro il proprietario di una scuderia che lo aveva licenziato, nel quale sono morti un cavallo da corsa purosangue e una dipendente. Inizialmente il giudice sembra ostile all'imputato, di origini portoricane, ma in seguito Jason comprende che è solo perché ama molto gli animali e considera l'uccisione del cavallo un crimine imperdonabile. Indagando, scoprono che il marito del proprietario della scuderia aveva in odio la donna per motivi legati al doping dei cavalli da corsa: ha pertanto praticato l'eutanasia al cavallo per non farlo morire bruciato vivo e fatto in modo che nell'incendio morisse anche la donna.
Marissa si confida con Taylor riguardo all'allontanamento di Henri, e va a trovarlo alla galleria d'arte per chiedergli scusa. In un primo momento l'uomo sembra imbarazzato da questa sua visita, ma alla fine dell'episodio si presenta alla TAC per chiarire con lei e decidono di riprendere la relazione.
- Guest star: Edward Akrout (Henri Fray), Adam Irigoyen (Rafael Ramirez), Stephen Spinella (Garrett Sinclair), Zachary Booth (Noah Sinclair), Shelley Thomas-Harts (assistente al procuratore distrettuale Martin), James Healy Jr. (giudice Grant), Jen Olivares (Lauren Parker), Tisola Logan (Camille), Jamaal Burcher (sergente di polizia), Victoria Lee Parella (poliziotto), John Henry-Hirozawa (Stu Towney), Jeb Kreager (Alex Garves).
- Ascolti USA: 4 080 000 telespettatori[34]
- Ascolti Italia: telespettatori 961 000 – share 6,10% [33]

## Il migliore
- Titolo originale: The Other Shoe
- Diretto da: Mike Smith
- Scritto da: Jenny Raftery

### Trama
Un pericoloso boss della droga uccide un uomo nel retro di un locale; durante un appostamento della DEA, uno dei poliziotti assiste all'omicidio, ma il processo contro il criminale è a rischio: il poliziotto ha rubato alcune mazzette di denaro sequestrato per pagare il ricovero al padre, malato di Alzheimer. Vuole l'immunità in cambio della sua deposizione e per salvare la situazione il procuratore, lo stesso che ha cercato di incriminare Bull per corruzione di giuria, ingaggia la TAC per farsi aiutare. Tutto si complica quando Scott viene ferito in un agguato e finisce in coma. Con un maneggio, Bull e il procuratore riescono a far ammettere la registrazione dell'interrogatorio di Scott tra le prove e convincono anche uno scagnozzo dell'imputato a testimoniare contro il suo capo, riuscendo a farlo incriminare.
- Guest star: Patrick Breen (Assistente procuratore degli Stati Uniti Reilly), Lev Gorn (Danilo Kovalev), Amirah Vann (Paula Lamont), Michael Potts (giudice Nolan), Tony DeMil (Olek), David Call (agente Scott), Blair Baker (agente Cooke), Jazmin Williams (Francesca Gant), Tural Manafov (Konstantin Babiak), Bobby Potts (Marshall Scriven), Edward Furs (uomo con caratteristica distintiva), Nick Freni (proprietario), Scott Reing (giurato/capo giuria).
- Ascolti USA: 4 190 000 telespettatori[36]
- Ascolti Italia: telespettatori 887 000 – share 5,50% [37]

## Aperture
- Titolo originale: Opening Up
- Diretto da: Sasha Alexander
- Scritto da: Allison Intrieri

### Trama
Un'amica di Marissa, un'affermata e ricca manager, viene accusata da un suo ex dipendente di molestie sessuali, in particolare di aver perso il lavoro perché si era rifiutato di cedere alle avances. Marissa si ritrova a far le veci di Bull che si ritrova a letto per problemi di schiena e Danny essendosi ferita per fermare una rapina, non vuole dire che ha avuto paura e durante le indagini in un bar frequentato dalla vittima, passa la giornata a bere. Il processo si rivela subito difficile, perché la donna è felicemente sposata e ha, d'accordo col marito, un matrimonio "aperto", in cui entrambi sono liberi di avere relazioni extra-coniugali, purché privi di importanza da un punto di vista sentimentale. Marissa prevede che la giuria non sarà ben disposta nei confronti di questo stile di vita, mentre l'imputata sostiene di non essere stata a conoscenza che l'accusatore fosse un suo dipendente. La situazione si aggrava quando il ragazzo mostra una mail come prova del fatto che la donna sapesse che lui lavorava per lei, ma le indagini della TAC porteranno alla luce che fu scritta dal marito, geloso del successo professionale della moglie. Danny ammette il suo problema aiutata anche dal barista che ha conosciuto nell'indagine
- Guest star: Annika Boras (Kyla Moore), Scott William Winters (Oscar Moore), Scott Speiser (Raiden Parks), Cindy Cheung (Wendy Anderson), Geoffrey Owens (giudice Westlake), Christian Charisiou (Cameron), Ben Rezendes (Man), Susan Varon (Dolores), Charlë Webb (manager), Zakiya Cook (assistente alla produzione), Malikha Mallette (reporter #1), Chris Wendelken (reporter #2), Casey Ford Alexander (reporter #3), Abigail Sanchez (reporter #4).
- Ascolti USA: 4 150 000 telespettatori[38]
- Ascolti Italia: telespettatori 794 000 – share 7,20% [37]

## La busta
- Titolo originale: The Envelope, Please
- Diretto da: Jackeline Tejada
- Scritto da: Tom Szentgyorgyi

### Trama
Bull riceve la notizia che suo padre è morto; giunto in ufficio trova una busta. Dopo si ritrova a Brooklyn, senza alcuna memoria delle ultime 5 ore della sua vita; il caso vuole che sia nella zona di un suo vecchio ex professore dell'università, che lo incontra e al quale Jason chiede aiuto, e l'uomo inizia a psicanalizzarlo, riportando alla luce non solo il dolore per la morte del padre, che Bull nega perché dice che non gli era affezionato, ma anche il trauma per il rapimento di Astrid e le difficoltà attraversate quando ingiustamente arrestato. La busta contiene un assegno da 44 e più milioni di dollari, parte del compenso della class action vinta dalla TAC; più vanno avanti a parlare, più Jason capisce che è il timore di diventare un truffatore come suo padre ad averlo sconvolto. Arrabbiato, esce dalla casa del suo professore e incontra due donne, che gli dicono che abitano lì: hanno comprato la casa alla morte dell'anziano insegnante: quella di Bull è stata tutta un'allucinazione e a quel punto, sentendosi però più leggero con se stesso, non gli resta che tornare in ufficio, dove tutti lo aspettano preoccupati.
- Guest star: Peter Riegert (Dott. Cohen), Jenny Strassburg (Andrea), Nancy Ma (Lynn), Manuel Joaquin Santiago (persona che passeggia con i cani).
- Ascolti USA: 3 930 000 telespettatori[41]
- Ascolti Italia: telespettatori 745 000 – share 4,60% [42]

## Un conto da saldare
- Titolo originale: Silent Killer
- Diretto da: Bethany Rooney
- Scritto da: Andrew Karlsruher

### Trama
Una fuga di monossido di carbonio in un condominio provoca 5 morti e il proprietario, Ed Wilson, finisce sotto processo per omicidio perché non ha manutenuto correttamente la caldaia, facendola riparare a un amico ed affittuario. La TAC indaga per scagionare il suo cliente, arrivando a scoprire che uno degli affittuari, non potendo pagare la pigione, probabilmente aveva sabotato la caldaia per sfruttare una legge che esonera dal pagare l'affitto se il riscaldamento non è funzionante. A processo concluso, con verdetto di assoluzione, Wilson si presenta da Bull dicendogli che è stato lui a sabotare la caldaia: il suo cosiddetto amico in realtà lo ricattava perché sapeva che Wilson anni prima aveva ucciso una ragazza che gli creava fastidi a un cantiere in cui stava lavorando e Wilson non aveva esitato a eliminarla, nascondendo il cadavere in una gettata di cemento. Confessa tutto a Jason ben sapendo che lui è costretto al segreto professionale.
Nel frattempo, Marissa cerca di accalappiare per conto della TAC Aurora Clifton, una facoltosa e spietata donna d'affari che ha una società che vende analisi processuali; Marissa si ritrova come concorrente Bradley Lena, il suo ex socio quando aveva lasciato la TAC; l'uomo le soffia la cliente con una manovra non molto trasparente, ma Marissa a sua volta contatta il principale cliente della Clifton, rivelando che la donna ha fatto perdere loro una causa milionaria, facendoli passare alla TAC.
Taylor riceve dalla scuola la notizia che suo figlio Mauricio probabilmente soffre di disturbo ADHD.
- Guest star: Erich Bergen (assistente distrettuale Rob Jones), Sam Daly (Bradley Lena), Rod McLachlan (Ed Wilson), Kate Burton (Aurora Clifton), Kathleen Chalfant (giudice Steiner), Nik Sadhnani (Josh), Jean Goto (Tish), Billy Rick (pompiere), Alex Jones (Detective Orwell), Princess Jacob (Liz Joyella), Craig Geraghty (Dean Morris), Samantha Smart (Kristi Walker), Anthony Hoang (guardia di sicurezza), Jarett Smithwrick (giurato #8), Marcia Myers (giurato #15/capo giuria), Tod Baker (giurato #5), Sean-Michael Wilkinson (cameriera), Elizabeth Dellaccio (giurato #18).
- Ascolti USA: 3 740 000 telespettatori[44]
- Ascolti Italia: telespettatori 635 000 – share 5,40%[42]

## Addio
- Titolo originale: Goodbye
- Diretto da: Eric Stoltz
- Scritto da: Kathryn Price e Nichole Millard

### Trama
Bull cerca di trovare il modo di far condannare il suo cliente ma Wilson, oltre a essere un killer sociopatico, è anche estremamente intelligente e riesce a ingraziarsi la giuria che, secondo le proiezioni di Marissa, è orientata all'assoluzione. Jason cerca di convincere Kristi Walker a testimoniare contro l'uomo, ma la ragazza ha troppa paura; intanto Bull cerca il barile in cui è stato sepolto il cadavere della prima vittima di Wison per sapere se il killer gli ha mentito, e lo trova proprio dove gli è stato indicato e grazie a Taylor riescono a farlo scoprire da cacciatori di tesori (restando anonimi), ma a causa dell'acido nel barile non è identificabile. Disperato, Bull arriva a irrompere nella sala della giuria e fermare la conta dei voti (non rivelando se l'ultimo fosse in disaccordo), provocando l'annullamento del processo e il suo bando definitivo da ogni aula di tribunale. Nessuno vorrà mai assumere più la TAC, visto che Jason si è creato fama di tradire la fiducia dei clienti e lui decide di lasciare il suo posto a Marissa, che rileva la sua quota. Nonostante questo, perdono un importante cliente mentre Kristi, saputo dell'atto coraggioso di Jason, decide di farsi avanti e testimoniare contro Wilson e Robert grazie a una vite trovata nello scheletro può far identificare il cadavere (la ragazza scomparsa aveva subito un intervento chirurgico) e far condannare l'assassino.
Bull saluta e ringrazia i suoi collaboratori: Marissa è fiduciosa che avranno altri clienti importanti, Chuck diventa capo avvocato e sembra che lui e Rob cerchino di far pace, Taylor decide di trasferirsi alle Hawaii per farsi aiutare dall'ex marito col loro figlio Mauricio, malato di ADHD e dà le dimissioni, Danny decide di partecipare a un pellegrinaggio in Tibet con il barista conosciuto in precedenza. La serie si conclude con Jason che lascia i suoi occhiali sulla sua scrivania, spegne la luce del suo studio e una volta fuori dal palazzo si allontana nella notte.
- Guest star: Erich Bergen (assistente distrettuale Rob Jones), Rod McLachlan (Ed Wilson), Eric Stoltz (Matthew Price), Kathleen Chalfant (giudice Steiner), Haley Fitzgerald (Jodie Comroe), Chris Northrop (Gruff Dude), Sorika Wolf (reporter), Judy Rotardier (dipendente TAC #2), Samantha Smart (Kristi Walker), Steve Weir (dipendente TAC), Marcia Myers (giurato #15/capo giuria), Tod Baker (giurato #5), Sam Breslin Wright (Gavin), Elizabeth Dellaccio (giurato #18).
- Ascolti USA: 4 220 000 telespettatori[45]
- Ascolti Italia: telespettatori 787 000 – share 4,80% [46]